# Nicole Brossard
Nicole Brossard (ur. 27 listopada 1943 w Montrealu) – kanadyjska pisarka francuskojęzyczna.

## Życiorys
Uczyła się w Collège Marguerite Bourgeoys i studiowała na Uniwersytecie Montrealskim. W 1965 założyła pismo literackie „La Barre Du Jour”, które sprzeciwiało się inspirowanej przez nacjonalizm Quebecu poezji. W 1970 wydała zbiory wierszy Le Centre blanc i Suite logique, a w 1980 zbiór Amantes, w 1982 założyła feministyczne wydawnictwo ĽIntégrale, została też założycielką kilku innych pism literackich. W swojej twórczości kładła nacisk na destrukcję logicznych struktur językowych i na intymne obrazowanie kobiecego erotyzmu, zrywając z symboliką narodową, która dominowała w latach 60. w literaturze Quebecu. W 1984 wydała tom wierszy Double impression. Poèmes et textes 1967–1984. Pisała też eseje – m.in. zbiory Ľamèr ou le chapitre effrité (1977) i La lettre aérienne (1985), w których komentowała teorie feministyczne i nowe formy ekspresji poetyckiej. Jest również autorką powieści bliskich eksperymentom francuskiej "nowej powieści", m.in. Un livre (1970), French Kiss (1974) i Le désert mauve (1987), i współautorką Anthologie de la poésie des femmes au Québec (1991). Otrzymała Nagrodę Molsona i dwie nagrody generalnego gubernatora Kanady, w 2011 została odznaczona Orderem Kanady.